# 帕鲁尔·乔杜里
帕鲁尔·乔杜里（Parul Chaudhary，1995年4月15日—），印度女子田径运动员，2019年亚洲田径锦标赛女子5000米铜牌得主、2023年亚洲田径锦标赛女子3000米障碍赛金牌得主和女子5000米银牌得主、2022年亚洲运动会女子5000米金牌得主和女子3000米障碍赛银牌得主。